# Sonia Rykiel (rose)
'Sonia Rykiel' est un cultivar de rosier pentaploïde obtenu en 1991 par le rosiériste français Dominique Massad et mis au commerce en 1995 par la maison Guillot. Il rend hommage à la styliste Sonia Rykiel (1930-2016). Il fait partie de la collection « Générosa »,.

## Description
Son buisson présente un port plutôt souple au feuillage dense, s'élevant à 150 cm. Il montre des fleurs d'un rose délicat en forme de coupe aux pétales chiffonnés, ce qui leur donne l'aspect de roses romantiques à l'ancienne. Elles sont délicieusement parfumées avec des nuances fruitées. La floraison est remontante et abondante en été. Elles tiennent très bien en vase.
'Sonia Rykiel' supporte des températures hivernales à -15° C. Le succès de cette rose ne se dément pas depuis sa création, tant en France qu'à l'étranger; elle est prisée pour son aspect de rose ancienne, la délicatesse de son coloris et son parfum.
La variété 'Sonia Rykiel' est issue d'un croisement de semis ['Yellow Cushion' × 'Aloha' (Boerner, 1949)] x pollen 'Graham Thomas' (Austin, 1983).